# North Kawartha
North Kawartha es un municipio canadiense situado en la provincia de Ontario.

## Superficie
North Kawartha tiene una superficie de 746,35 km².

## Demografía
En 2021, tenía 2877 habitantes, una densidad poblacional de 3,9 hab./km², y 3693 viviendas.